# Орден Калатравы

Крест Ордена Калатравы

Орден Калатра́вы — католический военный орден, существовавший в XII — XIX веках на территории Испании. Это первый католический орден на испанской земле, основанный цистерцианцами в Кастилии в 1157 году и утверждённый папой Александром III в 1164 году. Прозвище членов ордена — «калатравцы». Орден был национализирован испанской короной и прекратил существование в 1838 году.

## История

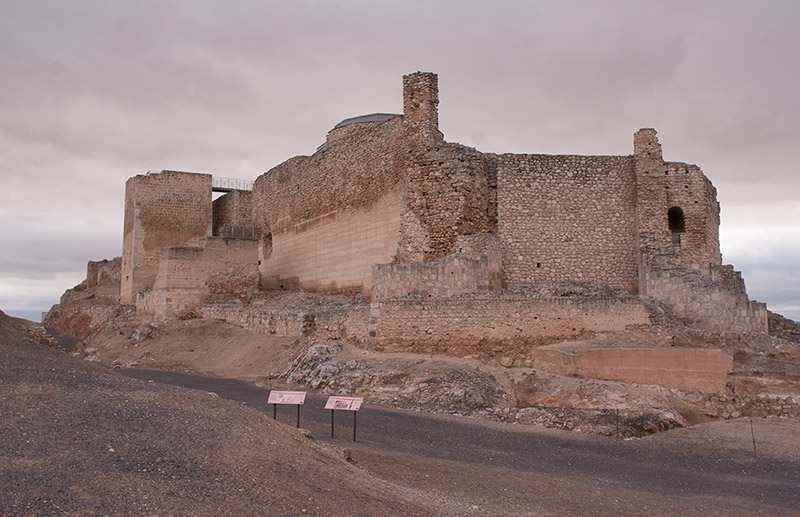
Старая Калатрава

История возникновения ордена описана Родриго Толедским, заставшим в живых создателей ордена. Калатрава — имя мавританского замка на южной окраине Кастилии, отвоёванного кастильским королём Альфонсом VII в 1147. Удержать новые земли оказалось сложнее, чем завоёвывать — в это время короли не могли позволить себе содержание постоянных гарнизонов. По той же причине в этот период возвысились воинствующие ордены. Вначале за оборону Калатравы взялись тамплиеры, но вскоре были вынуждены оставить замок врагу. Затем на помощь королю пришёл Раймонд, аббат цистерцианского монастыря в Фитеро, опиравшийся на военные способности монаха-рыцаря Диего Веласкеса и на недавно возникший институт «братьев-мирян», фактически — монастырских крестьян, способных носить оружие. Новый орден был учреждён под покровительством Альфонсо в 1157 году.
Закрепившись в Калатраве, рыцари планировали расширять владения ордена за счёт мавров, и, после смерти Раймонда в 1163, рыцарь Дон Гарсия организовал первые наступательные вылазки. Большинство «обычных» монахов, недовольное милитаризацией, покинуло Калатраву; с рыцарями остались только Веласкес и немногие клирики. Веласкес принял на себя титул приора, что было подтверждено папской грамотой 1164 года; в 1187 права ордена были дополнительно утверждены особой хартией Григория VIII. Среди различных обетов и ограничений, наложенных на рыцарей, были требования спать в боевых доспехах и носить белые цистерцианские мантии с красным крестом, образованным цветками лилии — так называемым крестом Калатравы. Организационно, Калатрава подчинялась не капитулу ордена и не испанским епископам, а аббатству Моримон в Бургундии, так же, как и монастырь Фитеро.

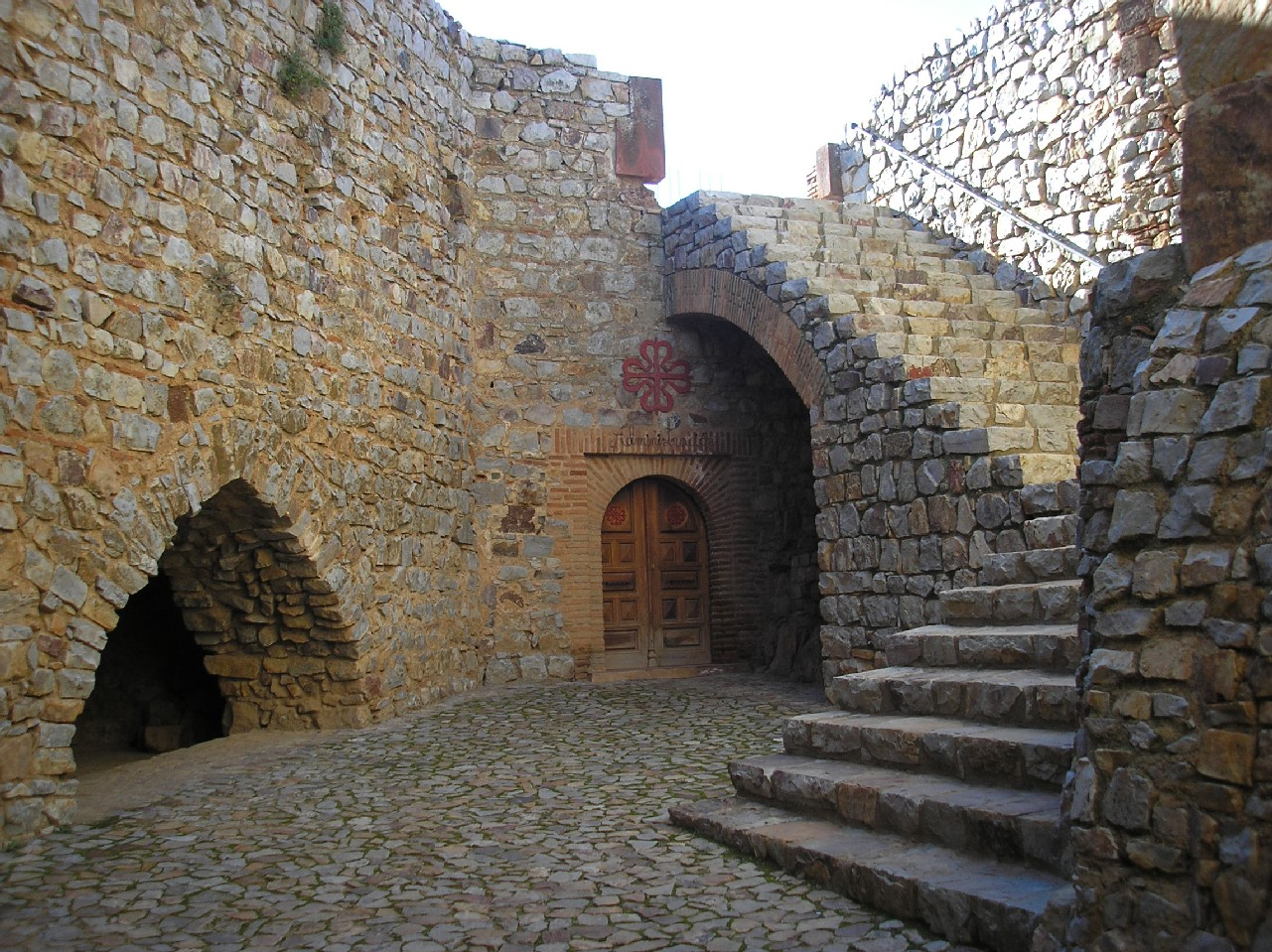
Новая Калатрава

Первые походы ордена были победоносны и были щедро вознаграждены королём Кастилии, а затем орден послужил и королю Арагона (1179). За этим последовала череда поражений, вероятно, порождённых соперничеством между наследниками Альфонса — кастильской и леонской ветвями династии, а также усилением мавров за счёт африканских мусульман (вторжение Альмохадов). В битве при Аларкосе (1195) рыцари сложили оружие и были вынуждены передать крепость Калатраву маврам; приор Веласкес умер на следующий год. Арагонская ветвь ордена попыталась захватить приорский титул, но в итоге согласилась со вторым местом в орденской иерархии при титуле «великого командора Арагона». Привлекая новых бойцов, орден восстановил силы, выстроил новый замок в Сальватьерре и в течение 14 лет, c 1198, существовал как Рыцари Сальватьерры. В 1211 и этот замок пал перед маврами. Крестовый поход 1212 года вернул Калатраву рыцарям, и в том же году с победой при Лас Навас де Толоса начался закат мавританского владычества. В 1218 орден перенёс свой центр в Новую Калатраву, выстроенную в восьми милях от Калатравы старой, в более безопасном месте. Под его эгидой были организованы Орден Алькантара в Леоне и Орден Ависа в Португалии.

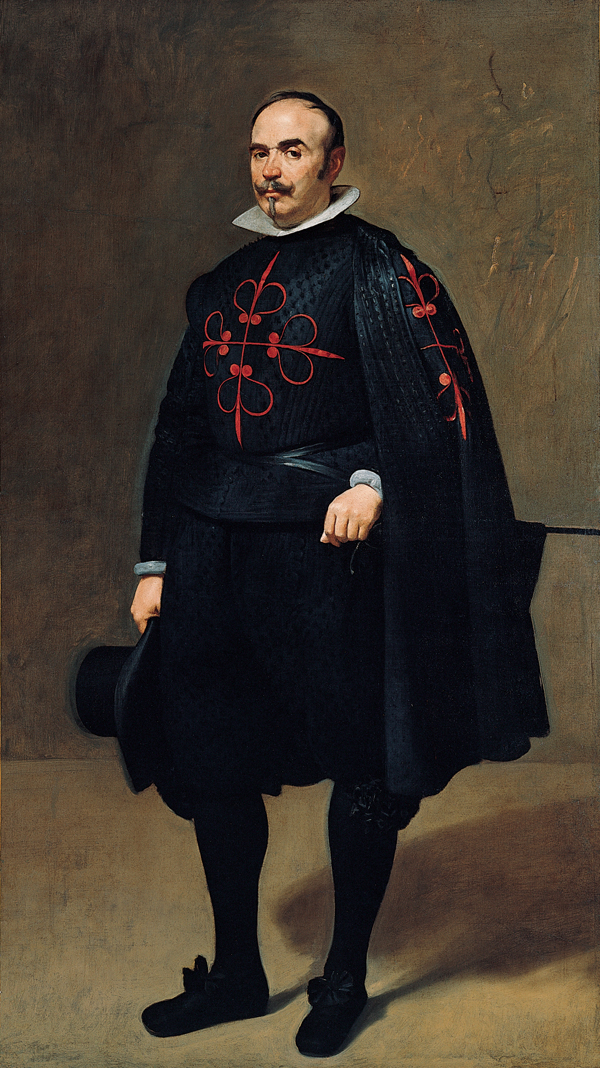
Рыцарь в орденском одеянии, портрет работы Диего Веласкеса — полного тёзки основателя ордена

В XIII веке орден стал крупнейшей военной силой в Испании, способной выставить в поле от 1200 до 2000 рыцарей. В начале XIV века богатство и благополучие привело к внутренним политическим стычкам, двоевластию и частой смене приоров (Гарсия Лопес был трижды возводим в приорский чин и дважды — низложен; в итоге он предпочёл за благо передать власть нейтральному кандидату и умер своей смертью в 1336). Между орденом и королём Педро I начался открытый конфликт. Три приора подряд сложили головы на королевской плахе по обвинению в измене; четвёртый, хотя и был братом любовницы короля, умер в заточении.
Тогда же короли стали активно участвовать в «выборах» главы ордена. Избранный в 1404 году «кандидат от короны» был женат, никогда даже не жил в ордене, однако был утверждён папой. Только в 1414, когда орден фактически раскололся, а король Энрике III Кастильский умер, назначение было признано незаконным. Затем вмешательство Хуана II в 1443 привело к новому расколу. Королевский протеже сам оказался изменником и был низложен, на выборах «победили» трое конкурентов, разделивших владения ордена. Сильнейший из них, Педро Хирон, сумел к 1457 устранить соперников и вновь объединить орден, при этом манипулируя слабыми королями Хуаном II и Энрике IV — последними из кастильской династии. Энрике, в попытке расположить к себе орден, хотел женить монаха Хирона на своей сестре, будущей королеве Изабелле; брак, дозволенный папой, не состоялся только из-за смерти жениха. Перед смертью Хирон успел юридически передать власть над орденом восьмилетнему (незаконному) сыну, и впервые в истории ордена реальная власть перешла к четырём официально утверждённым рыцарям-регентам. Именно при них был утверждён последний устав ордена.
В период наибольшего расцвета, при Хироне и его сыне, орден контролировал 56 командорств и 16 приоратов (курий). На орден работало до 200 000 крестьян, чистый годовой доход оценивается в 50 000 дукатов. В 1482—1487, в войне между Арагоном и Португалией, орден в последний раз открыто выступил на поле битвы — на стороне Арагона. В 1487, с одобрения папы, руководство орденом захватил король Фердинанд Католик; всякая нужда в мощной военной силе отпала в 1492, после взятия Гранады — последней мавританской крепости на полуострове. Тогда же французские монахи из Моримона были окончательно отстранены от орденских дел (последний аббат-француз умер в 1552). Папа Павел III фактически вывел рыцарей из монашеского сословия, заменив для них обет безбрачия — клятвой супружеской верности; папа Юлий III дозволил рыцарям иметь недвижимое имущество.
К концу XIV века орден фактически превратился в номинального держателя доходных земель, распределяемых королём среди доверенных чиновников. После ряда конфискаций при Бурбонах (1775) и Жозефе Бонапарте (1808) он был окончательно упразднён в 1838.